# دان غيلروي (مغني)
دان غيلروي (بالإنجليزية: Dan Gilroy)‏ هو مغني أمريكي، ولد في 1956 في الولايات المتحدة.